# Uruaçu
Uruaçu là một đô thị thuộc bang Goiás, Brasil. Đô thị này có diện tích 2.141,776 km², dân số thành thị năm 2010 là 36.929 người trong khi dân số nông thôn (2007) là 3.070. Mật độ dân số (2007) là 15,59 người/km².